# Website builder
Website builder, tvůrce webu, nebo tvůrce webových stránek je softwarový nástroj, který umožní tvorbu a správu webových stránek bez ruční úpravy kódu. 
Může mít dvě různá provedení:
- On-line proprietární nástroj poskytovaný společnostmi poskytujícími webhostingové služby. Ty jsou obvykle určeny pro klienty těchto firem, aby si vytvořili své vlastní webové stránky. Některé služby umožňují majiteli stránek používat alternativní nástroje (komerční nebo open-source) — složitější z nich lze také označit jako systémy pro správu obsahu (CMS).
- Aplikační software, který běží na osobním počítači a používá se k vytváření a úpravě webových stránek a poté tyto stránky publikuje na libovolném webhostingovém serveru. Ty jsou často označovány spíše termínem „software pro návrh webových stránek“, než jako „tvůrce webových stránek“.